# Tomo Hrgota
Tomo Hrgota (Kakanj,  18. veljače 1965.), akademski slikar. Nakon završene srednje škole likovnog smjera upisao se na Likovnu akademiju u Sarajevu, nastavnički smjer. Radio je punih deset godina u osnovnim školama u Bosni i Hercegovini i Hrvatskoj (Zabok, Novalja na Pagu, manja mjesta kod Požege i Križevaca),  a posljednje četiri u Bilju (Baranja). Živi u Kaknju.
Tehnika u kojoj najradije slika je ulje na platnu, ali voli raditi i u pastelu te u olovci. Najčešće radi pejzaže. Izlagao je na mnogim zajedničkim te samostalnim izložbama.
U ljeto 2005. imao je istovremeno 6 izložaba, dvije u Kopačkom ritu i četiri u Osijeku (Samostan Kapucinske crkve - "Crkve Slavonije i Baranje"; Hotel Royal - Baranjske vode; Caffe Art kod Bastiona - "Osječka Tvrđa"; Konzervatorski odjel u Tvrđi - izložba ulja starih kuća Slavonije i Baranje).